# Marquesat de Zayas
El marquesat de Zayas és un títol nobiliari del regne d'Espanya concedit pel rei Carles III d'Espanya a José de Zayas el 1750. José de Zayas havia nascut el 1703 a Mora (Toledo), vila de la qual fou regidor per l'estament noble. Participà en les campanyes militars de Nàpols i destacà defensant la plaça de Valetri. En agraïment el rei Carles III li concedí el marquesat de Zayas. També era comandant de l'orde de Santiago.

## Llista de marquesos de Zayas
- José de Zayas (1703-), primer marquès de Zayas

...
- Bartolomé de Zayas y Borràs (-1922)
- Alfonso de Zayas y de Bobadilla (1896-1970)
- José Eugenio de Zayas y d'Harcourt (1924-2011)[2]